# Štrpce
Štrpce (en serbe cyrillique : Штрпце ; en albanais : Shtërpcë ou Shtërpca) est une ville et une commune/municipalité du Kosovo. Elle fait partie du district de Ferizaj/Uroševac (Kosovo) ou du district de Kosovo (Serbie). En 1991, la commune comptait 12 712 habitants, dont une majorité de Serbes. Selon le recensement kosovar de 2011, la ville intra muros compte 1 265 habitants et la commune/municipalité 6 949,, dont une majorité d'Albanais.
Située au sud du Kosovo, la commune de Štrpce constitue une enclave serbe dans un environnement à majorité albanaise.

## Géographie
La commune de Štrpce est située dans la partie nord-est des monts Šar et dans la partie supérieure de la vallée du Lepenac, également connue sous le nom de vallée de Sirinić. Elle se caractérise par un relief généralement montagneux, avec des altitudes allant de 900 à 2 498 m d'altitude (mont Ljuboten).

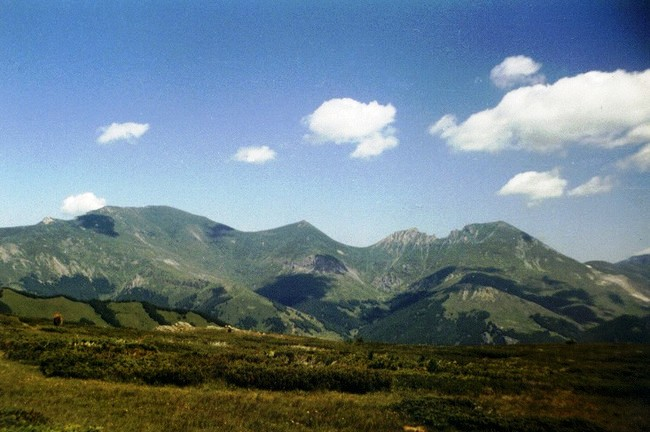
Les monts Šar, à proximité de Štrpce

La commune est entourée par les communes d'Uroševac, de Kačanik, de Suva Reka et de Prizren ; elle possède également une frontière commune avec la République de Macédoine.

## Localités
- Berevce/Beroc
- Brezovica/Brezovicë
- Brod
- Viča/Viçë
- Vrbeštica/Vërbeshticë
- Gornja Bitinja/Biti e Epërme
- Gotovuša/Gotovushë
- Donja Bitinja/Biti e Poshtme
- Drajkovce/Drekoc
- Ižance/Izhanc
- Jažince/Jazhincë
- Koštanjevo/Kashtanjevë
- Sevce/Sevcë
- Sušiće/Sushicë
- Firaja/Firajë
- Štrpce/Shtërpcë

## Démographie

### Évolution historique de la population dans la commune
| 1948 | 1953 | 1961 | 1971 | 1991   | 1999   | 2001   |
| ---- | ---- | ---- | ---- | ------ | ------ | ------ |
| -    | -    | -    | -    | 12 586 | 11 145 | 13 633 |

Lors des recensements de 1971 et 1981, Štrpce faisait partie de la commune d'Uroševac.

### Répartition de la population dans la commune
| Répartition de la population                                                              |          |      |        |      |      |     |        |     |        |
| Année/Population                                                                          | Albanais | %    | Serbes | %    | Roms | %   | Autres | %   | Total  |
| 1991 (recensement)                                                                        | 4 125    | 32,8 | 8 303  | 66   | 101  | 0,8 | 57     | 0,4 | 12 586 |
| Septembre 1999                                                                            | 1 830    | 16,4 | 9 182  | 82,4 | 73   | 0,7 | 60     | 0,5 | 11 145 |
| Février 2001                                                                              | 4 500    | 33   | 9 099  | 66,7 | 34   | 0,2 | n.c.   | 0,1 | 13 633 |
| Sources : Le recensement de 1991, très politisé, est considéré comme peu fiable Ref: OSCE |          |      |        |      |      |     |        |     |        |

Sur les 16 villages que compte la commune, huit sont habités par une majorité de Serbes (Štrpce, Brezovica, Vrbeštica, Jažince, Berevce, Gotovuša, Sevce et Sušiće), quatre par une majorité d'Albanais (Brod, Firaja, Ižance et Koštanjevo) et quatre possèdent une population mixte (Viča, Drajkovce, Gornja et Donja Bitinja).

### Évolution historique de la population dans la localité
| 1948  | 1953  | 1961  | 1971  | 1981  | 1991  | 2011  |
| ----- | ----- | ----- | ----- | ----- | ----- | ----- |
| 1 630 | 1 714 | 1 812 | 1 947 | 1 966 | 2 200 | 1 265 |

|  |

### Répartition de la population par communautés (2011)
En 2011, les Serbes représentaient 95,73 % de la population.

## Politique
Aux élections de novembre 2009, les 19 sièges de l'assemblée municipale se répartissaient de la manière suivante :
| Parti                                  | Sièges |
| -------------------------------------- | ------ |
| Parti libéral indépendant (SLS)        | 8      |
| Parti démocratique du Kosovo (PDK)     | 5      |
| Parti socialiste du Kosovo (PSK)       | 3      |
| Ligue démocratique du Kosovo (LDK)     | 2      |
| Ensemble pour la Sirinićka Župa (ZZSŽ) | 1      |

Bratislav Nikolić, membre du SLS, a été élu maire de la commune.

## Tourisme

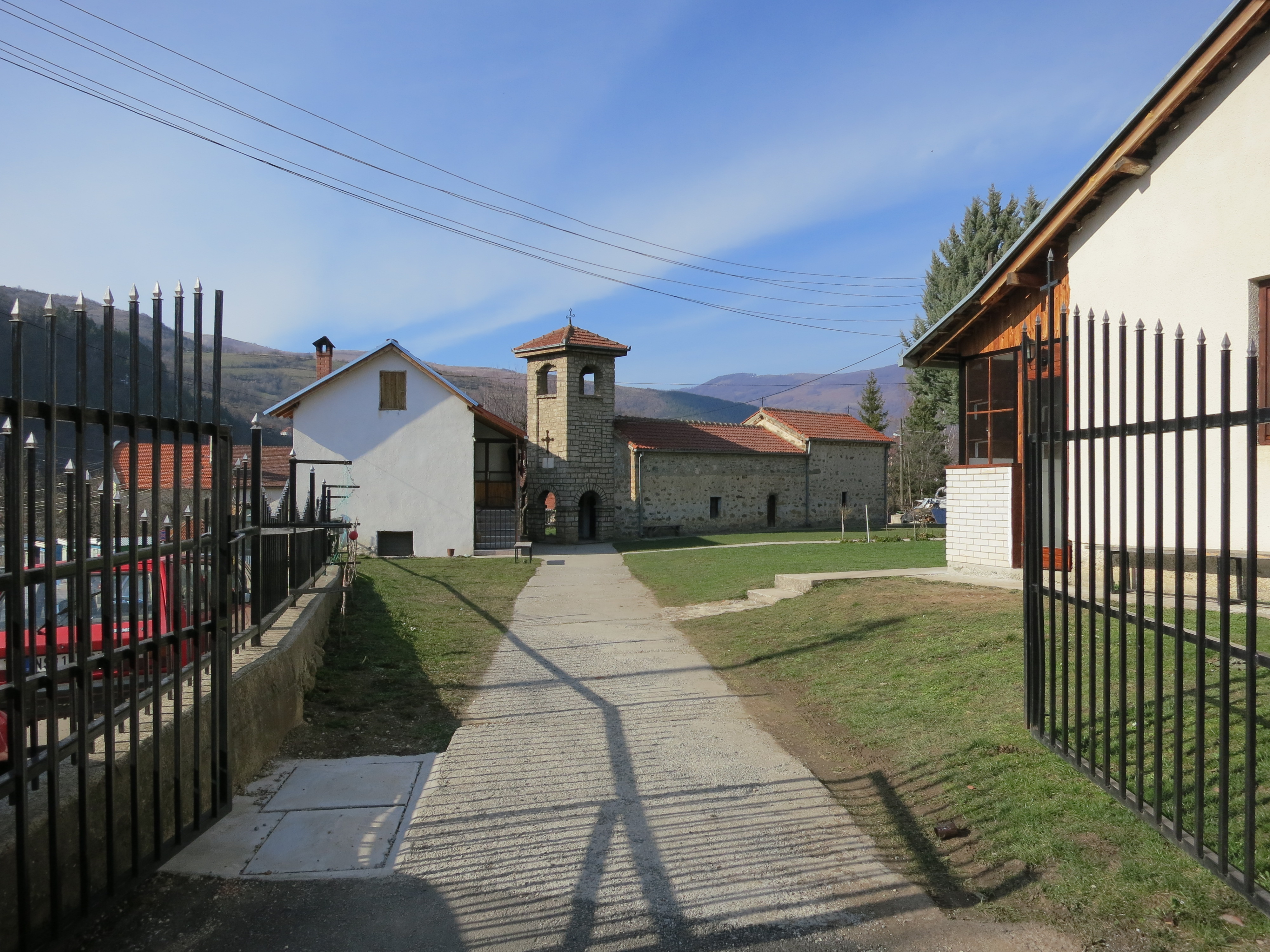
L'église Saint-Nicolas de Štrpce/Shtërpcë

- les ruines de la forteresse de Gradište-Čajlije à Brezovica/Brezovicë (Moyen Âge)[5]
- l'église de la Mère-de-Dieu de Gotovuša/Gotovushë (1557)[6]
- l'église Saint-Nicolas de Gotovuša/Gotovushë (XVIe siècle)[7]
- l'église Saint-Nicolas de Štrpce/Shtërpcë (1576-1577)[8]
- la stèle de Biti e Epërme/Gornja Bitinja (1592)[9]
- l'église Saint-Théodore-Tiron de Biti e Poshtme/Donja Bitinja (XVIe siècle)[10]
- Raknovac à Brezovica/Brezovicë (XXe siècle)[11]